# Suzuki Mehran
Suzuki Mehran — ребеджинговый вариант второго поколения Suzuki Alto CA/CC71, выпускавшийся подразделением Pak Suzuki Motors. Являлся преемником Suzuki FX, переименованного в Suzuki Alto (SS80S).

## Описание
Выпуск Suzuki Mehran начался в 1988 году. До 2012 года автомобили поставлялись с карбюраторными двигателями, а с 2013 года автомобили поставлялись с инжекторными двигателями с системой электронного впрыска топлива, соответствующими стандарту Евро-2.
В 2015 году в прессе сообщалось, что Suzuki Mehran продавался за 6500—7700 долларов США, несмотря на отсутствие основных функций безопасности, таких как подушки безопасности, ABS, обогрев заднего стекла, боковые вентиляционные отверстия кондиционера, напоминание о непристёгнутых ремнях безопасности (ремни безопасности переднего ряда впервые были предустановлены в середине 2000-х годов). Передняя подвеска — Макферсон, задняя — рессорная. К концу производства доля местных деталей увеличилась до 72%.
В марте 2019 года производство Suzuki Mehran было прекращено. Преемником стал Alto (HA36S).

## Технические характеристики
Suzuki Mehran оснащался трёхцилиндровым двигателем F8B объёмом 796 см3, мощностью 29,4 кВт при 5500 об/мин и крутящим моментом 59 Н⋅м при 3000 об/мин. Диаметр цилиндра и ход поршня составляют 68,5 мм × 72,0 мм, пробег EFI: 13 км/л в городе и 18 км/л на шоссе. Коробка передач — четырёхступенчатая механическая. Максимальная скорость — 140 км/ч.
Передние тормоза дисковые, задние — барабанные.